# Санта-Марта (Бадахос)
Санта-Марта (ісп. Santa Marta) — муніципалітет в Іспанії, у складі автономної спільноти Естремадура, у провінції Бадахос. Населення — 4319 осіб (2010).
Муніципалітет розташований на відстані близько 320 км на південний захід від Мадрида, 43 км на південний схід від Бадахоса.

## Демографія
Динаміка населення (INE ):